# إدوارد مارتن (سياسي أمريكي)
إدوارد مارتن (بالإنجليزية: Edward Martin) هو محامي وكاتب وكاتب عدل ‏ وسياسي أمريكي، ولد في 18 سبتمبر 1879 في مقاطعة غرين في الولايات المتحدة، وتوفي في 19 مارس 1967 في واشنطن في الولايات المتحدة. حزبياً، نشط في الحزب الجمهوري.

## مناصب
- انتخب أمين صندوق الدولة [الإنجليزية]‏.
- انتخب رئيس [الإنجليزية]‏ (1940 – ).
- انتخب رئيس [الإنجليزية]‏ (1946 – ).
- انتخب رئيس مجلس الإدارة (1945 – 1946).
- انتخب Adjutant general [الإنجليزية]‏ (1939 – 1943).
- انتخب Treasurer of Pennsylvania [الإنجليزية]‏ (1929 – 1933).
- انتخب Pennsylvania Auditor General [الإنجليزية]‏ (1925 – 1929).
- انتخب حاكم ولاية بنسلفانيا [الإنجليزية]‏ (19 يناير 1943 – 2 يناير 1947).
- انتخب عضو مجلس الشيوخ الأمريكي.